# Landtagswahl in Liechtenstein 2001
- FL: 1
- VU: 11
- FBP: 13

Die Landtagswahl in Liechtenstein 2001 fand am 11. Februar 2001 statt und war die reguläre Wahl der Legislative des Fürstentums Liechtenstein. Hierbei wurden alle 25 Abgeordneten des Landtags des Fürstentums Liechtenstein in den beiden Wahlkreisen Ober- und Unterland vom Landesvolk gewählt. Grund hierfür war das Auslaufen der vierjährigen Legislaturperiode des zuletzt 1997 gewählten Landtags.

## Ausgangslage
Bei der Landtagswahl 1997 erreichte die Vaterländische Union 49,3 %, die Fortschrittliche Bürgerpartei in Liechtenstein 39,3 % und die Freie Liste 11,4 % der abgegebenen Stimmen.

## Wahlergebnis
| Partei                    | Partei                              | Stimmen | Stimmen | Stimmen | Sitze  | Sitze |
| Partei                    | Partei                              | Anzahl  | %       | +/−     | Anzahl | +/−   |
| ------------------------- | ----------------------------------- | ------- | ------- | ------- | ------ | ----- |
|                           | Fortschrittliche Bürgerpartei (FBP) | 92'204  | 49,9    | +10,6   | 13     | +3    |
|                           | Vaterländische Union (VU)           | 76'402  | 41.3    | −8,0    | 11     | –2    |
|                           | Freie Liste (FL)                    | 16'184  | 8,8     | −2,6    | 1      | −1    |
|                           |                                     |         |         |         |        |       |
| Gesamt                    | Gesamt                              | 14'178  | 100,0   |         | 25     |       |
|                           |                                     |         |         |         |        |       |
| Wahlbeteiligung           | Wahlbeteiligung                     | 14'178  | 86,7    |         |        |       |
| Wahlberechtigte           | Wahlberechtigte                     | 16'350  | 100,0   |         |        |       |
|                           |                                     |         |         |         |        |       |
| Quelle: Landeswahlbehörde |                                     |         |         |         |        |       |